# Безумный корабль
«Безумный корабль» (англ. The Mad Ship) — второй роман из трилогии «Сага о живых кораблях» (англ. Liveship Traders Trilogy), автором которой является Робин Хобб. Был опубликован 19 ноября 1998 года в издательстве Voyager Books. В России издана «Эксмо» в 2007 году в переводе Марии Семёновой.

## Сюжет
Действие происходит после событий первого романа — «Волшебный корабль». В «Безумном корабле» продолжается рассказ о семействе Вестритов и их борьбе за выживание после смерти главы семьи. Алтия по-прежнему пытается вернуть звание капитана корабля «Проказница», а Кеннет продолжает кампанию против работорговцев и вынашивает планы объединения пиратских островов в централизованное государство. Так же большая часть книги описывает действие в городе Удачном, рассказывает о приключениях Малты Вестрит-Хэвен (племянница Алтии) и ее близких. О взаимоотношениях между жителями Дождевых Чащоб и жителями города Удачный. Про сатрапа и его Подруг. В этой книге можно почерпнуть понимание о связи между драконами, и живыми кораблями. И конечно найдется описание знакомства Янтарь с Безумным кораблем «Соврешенным» (это он на обложке книги) и к чему это знакомство привело. а также продолжение приключений Уинтроу (брат Малты). В книге много уделяется описанию чувств и переживаний главных героев. И чем ближе к концу этой истории, тем понятнее, зачем этот прием применяется.

## Критика
Рецензии на «Безумный корабль» были неровными. Один из обозревателей назвал книгу «сильным и живым романом», другой утверждал, что книга представляет собой «чарующую историю о чудесных персонажах и интригах». Многие обозреватели говорили о многогранных персонажах романа, как одной из сильных сторон книги.
По поводу сюжета книги Kirkus Reviews отмечает: «У Хобб — чудесное воображение, но она отбросила любые попытки его контролировать»